# قول‌ها (فیلم ۲۰۰۱)
قول‌ها (به انگلیسی: Promises) یک فیلم مستند محصول سال ۲۰۰۱ میلادی به کارگردانی کارلوس بولادو است که درگیری اسرائیل و فلسطین را از دیدگاه هفت کودک ساکن در جوامع فلسطین در کرانه باختری و محله‌های اسرائیل در اورشلیم بررسی می‌کند. این فیلم در بسیاری از جشنواره‌های فیلم به نمایش درآمده و نقدهای عالی و تحسین های زیادی دریافت کرده است. 
فیلمساز اسرائیلی-آمریکایی  بی. زد. گلدبرگ در حالی که با هفت کودک فلسطینی و اسرائیلی بین ۹ تا ۱۳ سال ملاقات می‌کند، درگیری خاورمیانه را از چشم آنها می‌بیند. این به بچه‌های «معمولی» این امکان را می‌دهد تا پیوندهای طبیعی محبت را با بازی کردن با یکدیگر ایجاد کنند، پیوندهایی که فراتر از درهم‌کاری پیش‌داوری‌هایی است که از والدین و اطرافیانشان شنیده‌اند.